# Руденск (станция)
Ру́денск (бел. Рудзенск) — железнодорожная станция электропоездов, грузовая железнодорожная станция в Минской области на линии Минск — Осиповичи (городской посёлок Руденск).
Станция открыта для выполнения грузовых перевозок.
Станция соединения Руденской узкоколейной железной дороги с железнодорожной линией широкой колеи.

## История
Диверсионные группы партизанской бригады «Разгром» действовали на перегонах Седча — Руденск, Негорелое — Колосово.

## Вокзал
Железнодорожный вокзал — ширококолейный.
Дата постройки здания вокзала (памятник архитектуры) — нач. XX века.

## Стоимость
- Стоимость проезда от станции Минск-Пассажирский — 0.74 рублей, от станции Осиповичи — 1.14 рублей.
- Стоимость проезда на поездах городских линий составляет 1.25 рублей, независимо от станции назначения на участке, расположенных на линиях.

## Ссылки

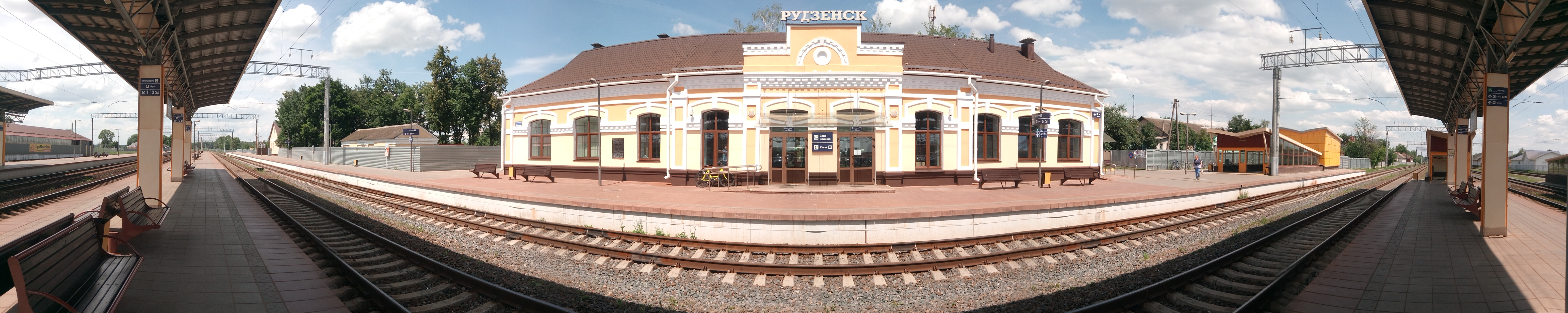